# José Monfort Gil
José Monfort Gil (el Forcall, - Castelló de la Plana, 29 o 30 de maig de 1941) fou un fabricant d'espardenyes valencià, afiliat a la CNT, que morí afusellat per les autoritats franquistes.
En esclatar la Guerra Civil espanyola fugí amb la seva família i, després del seu final, decidí acollir-se al dret de retorn sense represàlia anunciat per Francisco Franco. No obstant, aquella proclama fou un engany i l'empresonaren durant un any fins que, el 29 o el 30 de maig de 1941, l'afusellaren a la llera del riu Sec de Borriol, prop del cementiri de Castelló de la Plana.
El 20 de novembre de 2018 s'iniciaren les exhumacions de la fossa de Castelló de la Plana, considerada la segona més gran del País Valencià després de la de Paterna, i en ella s'hi trobà les restes del cos de Montfort.